# Chaqi (sockenhuvudort i Kina, Tibet Autonomous Region, lat 29,25, long 91,40)
Chaqi (kinesiska: 札其, 丛堆, 扎其乡) är en sockenhuvudort i Kina. Den ligger i den autonoma regionen Tibet, i den sydvästra delen av landet, omkring 52 kilometer sydost om regionhuvudstaden Lhasa. Antalet invånare är 9 021. Befolkningen består av 4 642 kvinnor och 4 379 män. Barn under 15 år utgör 22,0 %, vuxna 15-64 år 70 %, och äldre över 65 år 7,0 %.
Runt Chaqi är det glesbefolkat, med 16 invånare per kvadratkilometer. Det finns inga andra samhällen i närheten. Trakten runt Chaqi består i huvudsak av gräsmarker.
Genomsnittlig årsnederbörd är 889 millimeter. Den regnigaste månaden är juli, med i genomsnitt 279 mm nederbörd, och den torraste är januari, med 4 mm nederbörd.